# Stephanos Hagiochristophorites

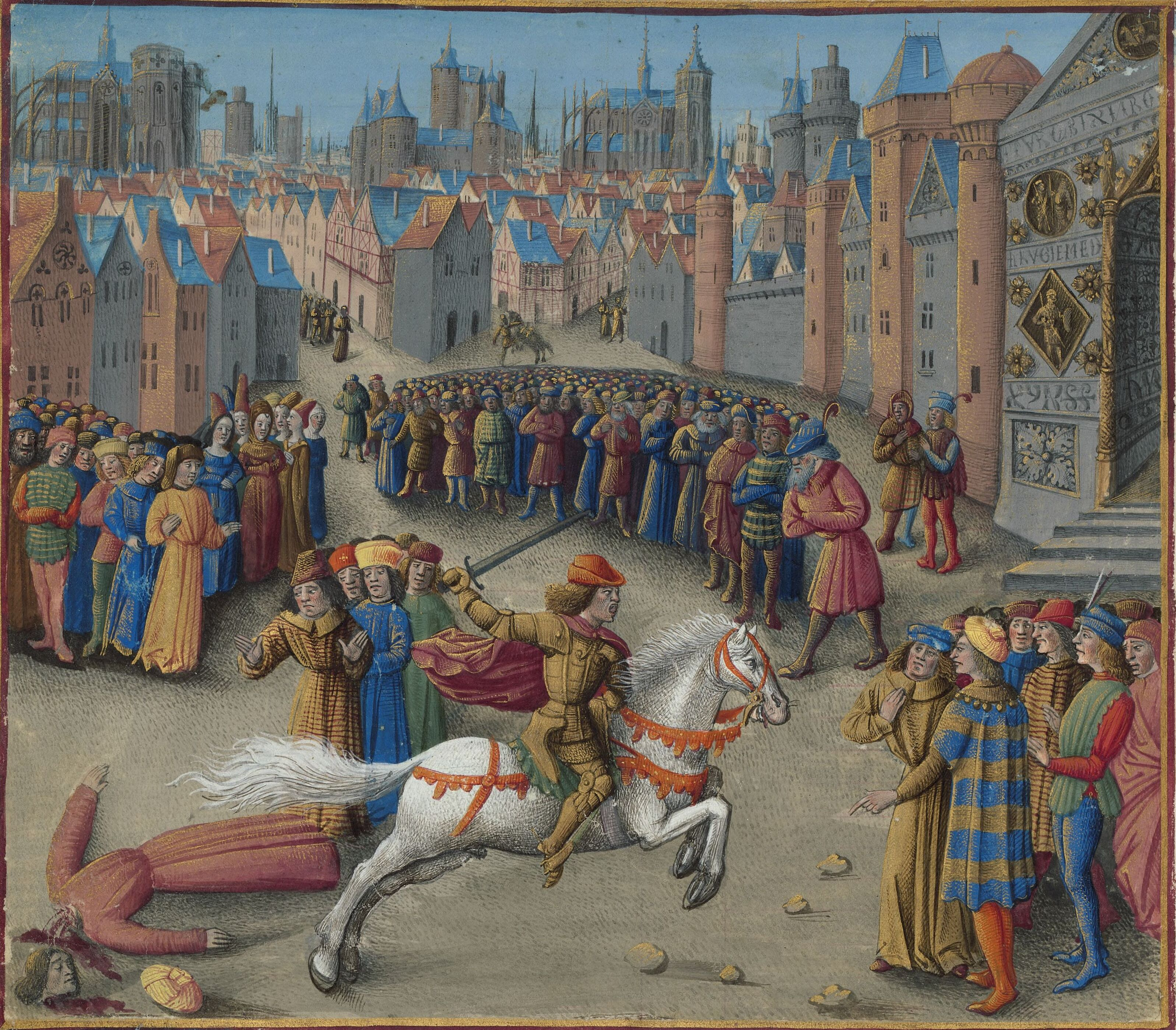
De dood van Hagiochristophorites, miniatuur van Jean Colombe in Les Passages d'Outremer.

Stephanos Hagiochristophorites (Grieks: Στέφανος Ἁγιοχριστοφορίτης, 1130 - Constantinopel, 11 september 1185) was een Byzantijnse hoveling aan het hof van Andronikos I Komnenos.

## Biografie
Stephanos Hagiochristophorites was van eenvoudige komaf. Volgens aartsbisschop Eustathius van Thessalonika was zijn vader een belastinginner. Al tijdens de regering van Manuel I Komnenos probeerde hij een plek aan het keizerlijk hof te verwerven, maar ondervond hij veel weerstand van de Byzantijnse adel. Hij probeerde daarop een adellijke vrouw te verleiden om zo zijn positie te verbeteren en werd hij hiervoor publiekelijk gegeseld en werd zijn neus afgesneden. Toch werd zijn vastberadenheid beloond want het werd hem toegestaan om in de administratieve hiërarchie op te klimmen.
Hij verwierf uiteindelijk het ambt van epi tou stratou (administrateur van het leger) die hij vervulde ten tijde van het keizerschap van Alexios II Komnenos. Onder het bewind van Andronikos I Komnenos wist Hagiochristophorites zich op te werken tot diens belangrijkste minister en adviseur. Zo was onder meer ook verantwoordelijk voor de wurging van Alexios II. Hiervoor verkreeg hij de rang van Sebastos en de positie van het hoofd van de Cursus publicus.
In september 1185 groeide de ontevredenheid tegen het regime van Andronikos I en de aristocraat Isaäk Angelos werd genoemd als de toekomstige keizer. Op 11 september ging Hagiochristophorites naar het huis van Angelos dat was gelegen bij de Sint-Joris van Samatyakerk. Isaäk ging tot de aanval over met getrokken zwaard op zijn paard waarop Hagiochristophirets op de vlucht sloeg en hierbij sloeg Angelos hem op het hoofd en liet hem dood achter op de straat. De volgende dag werd Isaäk II Angelos tot de nieuwe keizer gekroond door patriarch Basilius II van Constantinopel.